# Korderoit
Korderoit je izredno redek živosrebrov sulfidno kloridni mineral s kemijsko formulo Hg3S2Cl2. Kristalizira v kubičnem kristalnem sistemu. Je mehak mineral svetlo sive do črne barve, redko tudi rožnat ali rumen,  s trdoto 1,5-2 po Mohsovi lestvici.
Prvič so ga opisali leta 1974 na nahajališču McDermitt Mercury Mines, Nevada, ZDA. Ime je dobil po starem imenu rudnika Old Cordero Mine.

## Zgradba
Korderoit tvori vijugaste verige, ki so med seboj prečno povezane z dodarnim Hg2+ ionom. Dolžina vezi med kationom Hg2+ in anionom S2-je 2,422 Å. Kot Hg-S-Hg meri 94,1°, kot S-Hg-S pa 165,1°. 

## Nahajališča
Glavno nahajališče kordeorita v tipski lokaciji je v zgornjih miocenskih playa sedimentih v 5-7 m debelih conah, približno vzporednih z ležiščem. Jezerski sedimenti na terciarnih riolitskih vulkanskih kamninah vsebujejo tudi  riolitski tuf in pepel. Pojavlja se tudi v posameznih izoliranih zrnih, skupaj s cinabaritom kot njegova zamenjava in nizkotemperaturni supegeni mineral.